# 申肯费尔登
申肯费尔登是奥地利上奥地利州乌尔法尔城郊县的一个市镇。总面积26平方公里，总人口1558人，人口密度59.9人/平方公里（2005年）。